# Хамидуллина, Лилия Тагировна
Хамидуллина Лилия Тагировна (род. 13 ноября 1978) —  Чемпионка мира по армрестлингу (2004 год, ЮАР, Дурбан), (2005 год, Япония, Токио), (2006 год, Англия, Манчестер). «Заслуженный мастер спорта России». «Мастер спорта России международного класса», «Мастер спорта России по армспорту», «Мастер спорта России по дзюдо». Спортивный судья всероссийской категории

## Биография
Родилась 13 декабря в 1978 году. В 2001 году окончила Казанский национальный исследовательский технический университет имени Туполева.
В 1997 году присвоено звание «Мастер спорта России по армспорту».
В 2001 году присвоено звание «Мастер спорта России по дзюдо».
В 2003 году присвоено звание «Мастер спорта России международного класса».
Завоевал золото чемпионатов мира в ЮАР Дурабн (29 ноября-5 декабря 2004 г.), Японии,Токио (1 – 5 декабря 2005 г.), Англии, Манчестер (1 – 6 ноября 2006 г.).
В 2005 году присвоено почетное звание «Заслуженный мастер спорта России».
В 2005 году присвоено почетное звание «Заслуженный мастер спорта Республики Татарстан».